# Manchas de Koplik
Las manchas de Koplik son lesiones pequeñas e irregulares de tipo granular, de fondo rojizo con el centro blanco azulado, que aparecen en la mucosa oral, en la cara interna del carrillo y a nivel del segundo molar decidual inferior (segundo premolar y primer molar del adulto), aproximadamente el décimo día posterior a una infección por el virus del sarampión, 2 a 3 días antes de que aparezca el exantema característico y desaparecen al iniciar el exantema, dejando una lesión eritematosa. Las manchas de Koplik son consideradas el signo patognomónico del sarampión. Reciben su nombre por Henry Koplik (1858-1927), un pediatra estadounidense que las describió en 1896.

## Evolución
Aparecen unos días antes que el sarpullido y puede ser un signo útil en la exploración de una persona que haya estado expuesta al virus del sarampión.

## Historia
La primera descripción de esas manchas por algunos autores se le atribuyen a Reubold & Würzburg en 1854, por algunos otros a Johann Andreas Murray (1740-1791). Antes de Koplik, el internista alemán Carl Jakob Adolf Christian Gerhardt (1833-1902) en 1874, el médico danés N. Flindt en 1879, y el ruso Nil Filátov (1847-1902) en 1897, habían observado un fenómeno equivalente.